# 南蹄目
南蹄目（Meridiungulata）是已滅絕的南美洲有蹄類的别名，屬於勞亞獸總目，其下包括焦獸目、閃獸目、异蹄目、南方有蹄目及滑距骨目。牠們可能是源自於北美洲的踝節目祖先，並在南美洲植根，與奇蹄目密切相关。大部份南蹄目都是獨立於其他有蹄類進行演化，是趨同演化的一個例子。但是，一些古生物學家質疑南蹄目是否單系群，並指焦獸目與其他哺乳動物，如重腳目，比南美洲的有蹄類更為接近。